# Storenosoma terraneum
Storenosoma terraneum is een spinnensoort in de taxonomische indeling van de nachtkaardespinnen (Amaurobiidae).
Het dier behoort tot het geslacht Storenosoma. De wetenschappelijke naam van de soort werd voor het eerst geldig gepubliceerd in 1986 door Hugh Davies.